# Blazing Star
Blazing Star (ブレイジングスター?, Bureijingu Sutā) è uno sparatutto a scorrimento orizzontale per arcade sviluppato da Yumekobo e pubblicato nel 1998 da SNK. Seguito di Pulstar, avrebbe dovuto intitolarsi Pulstar Blast o Pulstar Plus, ma il titolo fu modificato per ragioni commerciali. È stato reso meno impegnativo del suo predecessore e la qualità grafica è stata migliorata.
Il meme Internet fail deriva dall'espressione "You fail it!" presente durante il game over.

## Trama
A un certo punto del loro passato, i pianeti Lemuria e Muthras iniziarono una guerra interplanetaria che non accennava a concludersi. L'infinita lotta tra gli abitanti umanoidi dei due pianeti si protraeva da così tanto tempo che lo sviluppo di armi si spinse in un territorio pericoloso: la produzione di armi organiche combinata con la tecnologia aliena. Presto nacque un'arma senziente: Brawshella. Brawshella radunò tutta la vita animale su entrambi i pianeti e li costrinse a obbedire ai suoi ordini e ad attaccare gli umani. Nel giro di una settimana, gli umani furono assimilati da Brawshella.
Tuttavia, una volta assimilati, si ritrovarono senza altro scopo nella vita che continuare a combattersi tra loro. Dopo un po', sei dei piloti da caccia assimilati ripresero conoscenza e ricordarono il loro passato. Dopo aver scoperto la loro umanità, i piloti si trovarono indecisi se seguire gli ordini di Brawshella o combattere per riconquistare la loro piena indipendenza. Alla fine, i piloti si ribellarono alla macchina in una battaglia per scoprire se stessi e riconquistare i loro pianeti.

## Modalità di gioco
Il giocatore può scegliere di giocare nei panni di uno dei cyborg che, memori della loro umanità, si uniscono per distruggere i sistemi di intelligenza artificiale che sviluppano gli eserciti cibernetici di cui un tempo facevano parte. Ognuno di essi pilota un'astronave dotata di diversi tipi di colpo, potenza e velocità. Premendo il pulsante di fuoco si scaglierà un colpo standard, oppure si può premere rapidamente per un tipo di colpo diverso, o tenerlo premuto per un attacco in carica. Rilasciando il pulsante di fuoco durante una carica, si scaglierà un potente colpo concentrato che può anche essere disperso per coprire un'ampia area con proiettili più piccoli. L'effetto e la portata di questi attacchi variano a seconda della nave del giocatore.
In ogni livello sono disseminati dei power-up che aumentano la potenza delle armi della nave. Ci sono anche altri oggetti che aumenteranno il punteggio del giocatore e conteranno per la sua classifica alla fine di ogni livello. Alcuni di questi vengono rivelati solo se il giocatore elimina specifiche ondate di nemici. Alcuni dei livelli successivi introducono ulteriori pericoli di livello come passaggi stretti. Ogni livello termina con una lotta con un boss che il giocatore deve completare nel tempo assegnato per ottenere punti bonus aggiunti al proprio punteggio. Se non completato entro il limite di tempo, il giocatore è costretto a continuare al livello successivo senza raccogliere punti aggiuntivi.

## Accoglienza
I critici hanno elogiato Blazing Star come una testimonianza della devozione di SNK all'hardware Neo Geo e al mantenimento di generi classici come gli shoot 'em up. Edge ha scritto che gli sparatutto a scorrimento laterale erano rari da trovare, ma il gioco dovrebbe soddisfare i fan del genere. Hanno elogiato gli sfondi colorati e gli effetti speciali 3D. Video Games ha concordato sul fatto che la grafica fosse bella, ma ha ritenuto che alcuni degli sfondi fossero pallidi e che in definitiva non offrisse "il massimo nella grafica Neo Geo" come pubblicizzato sulla confezione del gioco. Next Level ha sostenuto che il titolo sfruttava meglio l'hardware Neo Geo rispetto a Pulstar con i suoi sfondi migliorati e gli effetti di luce. I giornalisti hanno trovato il gioco simile al suo predecessore, ma Video Games in particolare ha pensato che Pulstar fosse il gioco migliore. Hanno dato a Blazing Star un punteggio del 72% e hanno ritenuto che fosse troppo corto, non abbastanza impegnativo e privo di un level design sofisticato.  Tuttavia, i boss gli piacevano, così come Next Level ed Edge che apprezzarono entrambi il gioco per aver continuato la tendenza dei grandi boss di Pulstar. Edge alla fine sentì che il "frenetico gameplay della vecchia scuola... manterrà felici i devoti del Neo Geo".
Nel 2014, Hobby Consolas lo identificò come uno dei venti migliori giochi per il Neo Geo AES, occupando il tredicesimo posto della loro lista.